# Woldstedtius yokohamensis
Woldstedtius yokohamensis är en stekelart som först beskrevs av Tohru Uchida 1930.  Woldstedtius yokohamensis ingår i släktet Woldstedtius och familjen brokparasitsteklar. Inga underarter finns listade i Catalogue of Life.